# Rhabdosargus thorpei
Rhabdosargus thorpei är en fiskart som beskrevs av Smith, 1979. Rhabdosargus thorpei ingår i släktet Rhabdosargus och familjen havsrudefiskar. Inga underarter finns listade i Catalogue of Life.